# Anita Larronde
Anita Larronde nacida Carmen Guillermina Ana Larronde (Buenos Aires, Argentina; 21 de octubre de 1927- Ibídem; 17 de abril de 1993) fue una exmodelo y actriz argentina de cine, teatro y televisión.

## Carrera
Señora de una bella figura con su cabello rubio y ojos celestes, fue contratada para desfilar por conocidas casas de alta costura del mundo. Tuvo como maquillador personal al genial Bruno Boval.
Durante la época de oro del cine argentino, se inició en Alejandra de 1956, con Delia Garcés, Jorge Rivier y Nélida Romero. Participó en varios largometrajes durante 1960 y 1970 siempre en roles secundarios. Se despidió en 1986 con Amazonas dirigido por Alejandro Sessa.
En la pantalla chica trabajó en algunas telenovelas y teleteatros.
En teatro trabajó en una compañía encabezada por Anadela Arzón, Elena Petraglia, Ricardo Morán, Humberto Serrano y Paola Bengazzia.

## Vida privada
Fue en los años 50 una de las  estrellas "elegidas" de Juan Duarte, junto con otras del momento como Elina Colomer, Fanny Navarro, Maruja Montes, Ana María Lynch, Nelly Daren, Amelita Vargas y Carmen Idal.
Tuvo una fuerte relación amorosa con el ingeniero José León Aldao gran amigo del director y guionista Ricardo Becher, quien aceptó la idea de Larronde de dirigir Racconto en 1963, que la tenía a ella como protagonista junto al actor brasileño Jardel Filho.
También se la relacionó con Alí Khan, exmarido de la actriz estadounidense Rita Hayworth. 
Luego conoció al actor Federico Luppi en el ya desaparecido teatro Embassy de la calle Suipacha, donde la Asociación Argentina de Actores había organizado una fiesta en 1967. Ella, además de trabar una buena sintonía con la mamá de Federico, se jactaba de haberlo ayudado a vencer la fobia del actor por los aviones con un vuelo inaugural a Montevideo. Hacia 1975 se había hecho trizas la relación con Luppi y el al poco tiempo se va con otra modelo, Ilona Loran, quien falleció al poco tiempo.

## Fallecimiento
La actriz y modelo Anita Larronde falleció el sábado 17 de abril de 1993 tras una larga enfermedad que venía luchando hacía un tiempo. Sus restos descansan en el panteón de la Asociación Argentina de Actores del Cementerio de la Chacarita.

## Filmografía
- 1956: Alejandra.
- 1960: Yo quiero vivir contigo.
- 1962: Los jóvenes viejos.
- 1962: Bajo un mismo rostro.
- 1963: Racconto (como idea original y actriz).
- 1970: Los herederos.
- 1975: La Raulito.
- 1977: Saverio, el cruel.
- 1986: Amazonas.

## Televisión
- 1960: Rubias de Nueva York (cosas que canto Gardel), con Ignacio Quirós, Dorita Burgos, Pedro Quartucci, Jovita Luna, Julia Alson y Tony Vilas.
- 1960: Día de cierre, emitido por Canal 7, con Horacio Aguila, Miguel Briante, Carlos Mastrorilli y Lorenzo Amengual.

## Teatro
- 1966: Un amor en Roma, junto a la Compañía María Vaner - Leonardo Favio. Estrenada en el Teatro Ateneo.[4]